# Sinclair ZX Spectrum 128K+
Sinclair ZX Spectrum 128K+ je počítač z rodiny počítačů Sinclair ZX Spectrum, zásadně přepracovaný počítač se 128 KB paměti RAM. Je to poslední počítač vyráběný společností Sinclair Research.
Vzhledově připomíná svého předchůdce Sinclair ZX Spectrum+, se kterým je zpětně kompatibilní. Kromě větší RAM má také větší ROM s původním a novým jazykem Basic, nové grafické módy, sériový port a hudební čip AY-3-8912.
Počítač byl představen v září 1985 ve Španělsku, v Británii se kvůli doprodeji zásob modelu ZX Spectrum+ začal prodávat až v lednu 1986. Počítač byl vyvinut se španělským distributorem Investrónica kvůli nové španělské dani na počítače, které nemají více než 64 KB RAM a nepodporují španělštinu. Finanční potíže způsobené předchozí obchodní činností donutilo již v dubnu 1986 Cliva Sinclaira značku ZX Spectrum prodat společnosti Amstrad.

## Popis počítače

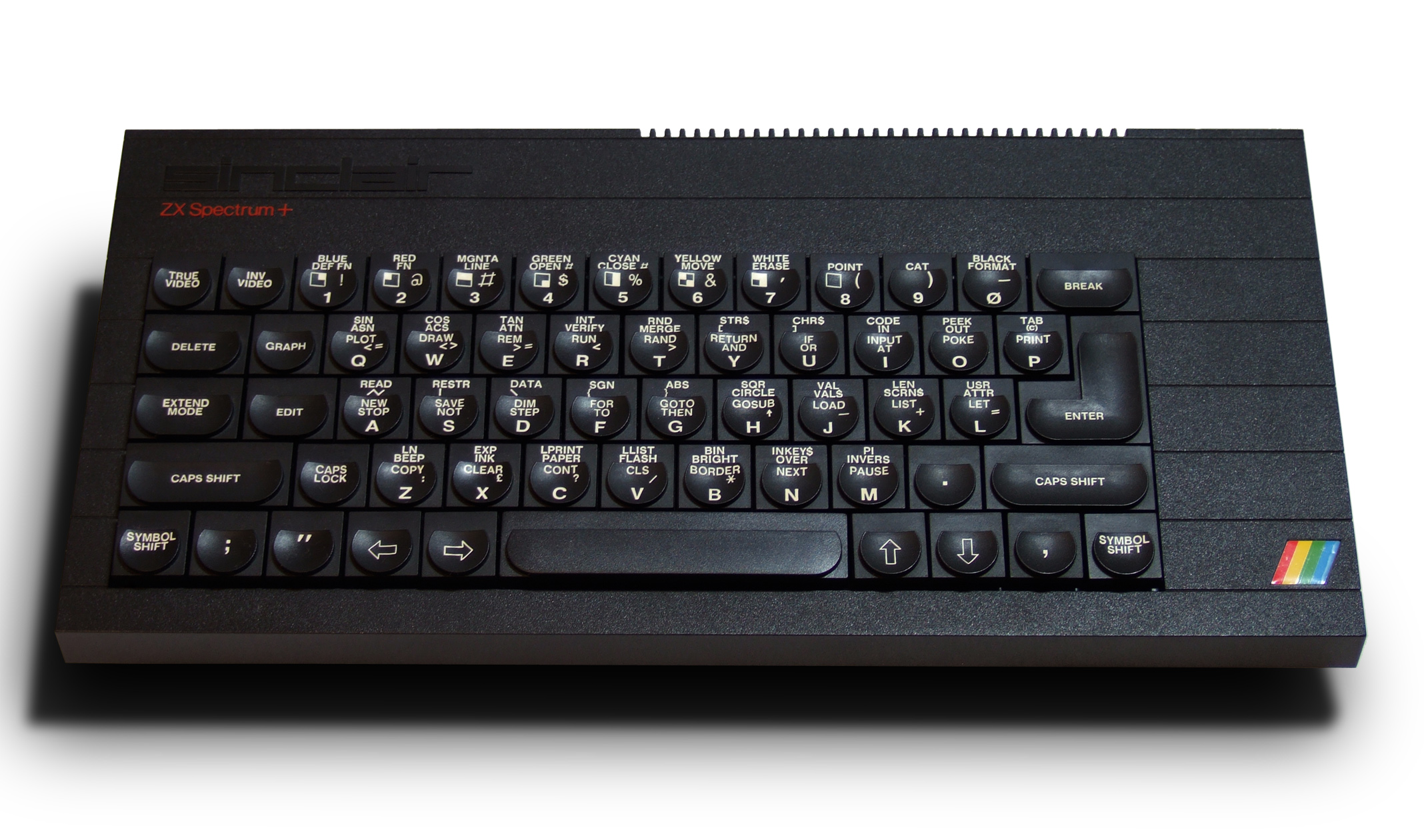
Sinclair ZX Spectrum+

Počítač je vizuálně podobný svému předchůdci, na pravé straně obalu, pouze přibyl chladič a nápis 128K (u britských variant tento nápis červený, u španělských verzí počítače je bílý). Technicky se ale jedná o úplně nový počítač, který kromě rozšířené paměti na 128 KiB má lepší zvukové možnosti díky čipu AY-3-8912. Paralelní brána hudebního čipu je používána jako sériový port RS-232. Rozšířeno bylo také programové vybavení, které přineslo především nový celoobrazovkový editor a podporu nově přidaného hardware. Procesor neumí adresovat celou paměť, mezi bloky paměti se proto přepíná, což se nazývá stránkování (viz níže). Původně byl navržen ve Španělsku místní firmou Investronica, kde byl v prodeji od roku 1985 a teprve v roce 1986 se začal zpětně prodávat ve Velké Británii, ovšem s konstrukční chybou, která znemožnila uvedení externí numerické klávesnice, běžně prodávané právě ve Španělsku.
Kvůli kompatibilitě se staršími programy je počítač možné přepnout do režimu Spectrum 48, kdy je zablokováno použití rozšířené paměti. V tomto režimu je možné z rozšířeného hardware používat pouze hudební čip. U počítače se objevily problémy s kompatibilitou hry Elite. Po vydání počítače pro něj byly upraveny některé již dříve vydané hry, např. do hry Three Weeks in Paradise bylo přidáno šest nových místností.
Společnost Matsico v Egyptě produkovala verze počítače doplněné o arabský editor. Arabská verze počítače má na přední straně přepínač, který přepíná mezi původní 128K ROM a arabskou 48K ROM. Počítač je tak možné s spustit v režimu anglického ZX Spectra 128K nebo arabského ZX Spectra 48K.

## Celoobrazovkový editor

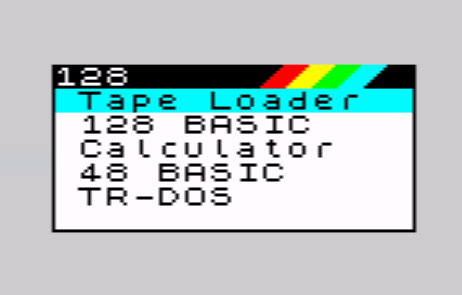
Úvodní menu počítače

V celobrazovkovém editoru se příkazy BASICu nezadávají stiskem jediné klávesy, ale je nutné je zapisovat po písmenech. Pro rychlejší editaci programu je možné použít přídavnou klávesnici Keypad, která byla dodávána jako standardní součást k počítačům prodávaných ve Španělsku.
První verze počítačů neměla systém nabídek, původně byly do editoru přidány nové příkazy, které měly více možností než jejich pozdější náhrada pomocí systému nabídek. V původních návrzích bylo počítáno i s využitím myši.
Přestože v celoobrazovkovém editoru není možné zadávat klíčová slova stiskem jedné klávesy, nebyla přemapována klávesnice tak, aby bylo možné symboly, které se původním editoru zadávají v režimu extended, zadávat pouze s použitím klávesy Symbol Shift.

## Rozšířený Sinclair BASIC
Množina příkazů byla proti předcházejícím modelům rozšířena o příkazy:
- PLAY - ovládání obvodu AY-3-8912 a MIDI,
- SPECTRUM - přepnutí do režimu 48K.

Pro ovládání ramdisku a sériového portu byla rozšířena syntaxe stávajících příkazů:
- SAVE !"název souboru" – uložení souboru do ramdisku,
- LOAD !"název souboru" – nahrání souboru z ramdisku,
- MERGE !"název souboru"
- CAT ! – katalog ramdisku,
- ERASE !"název souboru" – smazání souboru z ramdisku,
- FORMAT "p",baud – nastavení rychlosti přenosu sériového portu.

Příkazy LOAD !, SAVE ! a MERGE ! jsou použitelné ve stejných variantách jako jejich kazetové verze.

## Technické informace
- procesor: Z80A, taktovací frekvence 3,5469 MHz,[8]
- paměť RAM: 128 KiB,
- paměť ROM: 32 KiB,
- hudební čip: AY-3-8912.

### Používané porty
Počítač k ovládání vestavěných periférií používá porty procesoru 253 (šestnáctkově FD) a 254 (šestnáctkově FE). K portu 253 je připojeno více periferií, mezi nimi je rozlišováno pomocí vyššího bytu adresy portu.
| desítkově | šestnáctkově | dekódování        | význam                                            |
| 254       | FE           | xxxxxxx0          | klávesnice, magnetofon, reproduktor, barva okraje |
| 32765     | 7FFD         | 0xxxxxxx xxxxxx0x | stránkování paměti                                |
| 49149     | BFFD         | 10xxxxxx xxxxxx0x | data hudebního čipu AY                            |
| 65533     | FFFD         | 11xxxxxx xxxxxx0x | výběr datového registru hudebního čipu AY         |

### Stránkování paměti
Protože procesor Z80 umožňuje adresovat pouze 64 KiB paměti, je celá paměť o velikosti 160 KiB rozdělena na stránky o velikosti 16 KiB, které se připínají do adresového prostoru procesoru. Od adresy 0 do 16383 je připojena jedna ze dvou stránek paměti ROM, od adresy 16384 do 32767 je připojena stránka č. 5 paměti RAM od adresy 32768 do adresy 49151 je připojena stránka č. 2 paměti RAM a od adresy 49152 do adresy 65535 je možné připojit kteroukoli z osmi stránek paměti RAM, včetně stránek č. 2 a č. 5. Počítač má dvě videoram, jednu umístěnou ve stránce č. 5 a druhou umístěnou ve stránce č. 7.
|  | 65535 49152 | RAM 0 | RAM 1 | RAM 2 | RAM 3 | RAM 4 | RAM 5 | RAM 6 | RAM 7 |  |  |
|  | 49151 32768 | RAM 2 |       |       |       |       |       |       |       |  |  |
|  | 32767 16384 | RAM 5 |       |       |       |       |       |       |       |  |  |
|  | 16383 0     | ROM 0 | ROM 1 |       |       |       |       |       |       |  |  |

Ke stránkování paměti je použit port 32765, význam jednotlivých bitů hodnoty odeslané na tento port je následující:
| 7 | 6 | 5                 | 4                 | 3                                           | 2                                               | 1                                               | 0                                               |
|   |   | zákaz stránkování | číslo stránky ROM | videoram: 0 - ve stránce 5 1 - ve stránce 7 | číslo stránky RAM v adresovém prostoru od 49152 | číslo stránky RAM v adresovém prostoru od 49152 | číslo stránky RAM v adresovém prostoru od 49152 |